# Мифогенная любовь каст
«Мифогенная любовь каст» — постмодернистский роман двух современных российско-украинских художников-авангардистов: Павла Пепперштейна (Пивоварова) и Сергея Ануфриева, основателей и участников арт-группы «Инспекция „Медицинская герменевтика“».
Выпущен издательством Ad Marginem в 1999 (первый том) и 2002 (второй том) годах. Построен на отсылках к сказочной русской и зарубежной литературе. Содержит ненормативную лексику.

## Сюжет
Сюжет первого тома романа вращается вокруг событий первых лет Великой Отечественной войны 1941-45 гг. Некто Владимир Петрович Дунаев, парторг оборонного завода, во время эвакуации предприятия, попал в глубокий тыл и в результате трагического стечения обстоятельств отстает от своих и буквально оказывается под немецкими танками. Пережив сильнейшее нервное потрясение и получив тяжелую контузию, Дунаев глубокой ночью приходит в сознание посреди поля боя и принимает себя за умершего. Укрывшись в лесу, он встречает там новых, буквально — сказочных друзей, которые помогают ему продолжать, несмотря ни на что, бороться с фашизмом… Практически все эти друзья — хорошо всем известные персонажи русского народного фольклора: Лиса Патрикеевна, Избушка-на-Курьих-ножках, Баба-Яга, Кощей Бессмертный и т. д.